# Кімура Хіроюкі
Хіроюкі Кімура (яп. 木村 浩之, 30 січня 1982, Тіба) — японський футбольний арбітр. Арбітрі ФІФА і АФК з 2014 року. Обслуговує матчі Джей-ліги 1.

## Кар'єра
Свій перший міжнародний матч обслужив 4 вересня 2014 року, коли Китай переміг Кувейт (3:1).
На додаток до його матчів в японській лізі, Кімуру запрошували судити ігри в китайській Суперлізі і австралійській А-Лізі.
Був одним з арбітрів Кубка Азії 2019 року.